# Pesac, Timiș
Pesac (germană Pesak, maghiară Pészak, Pésznack) este satul de reședință al comunei cu același nume din județul Timiș, Banat, România. Localitatea a fost întemeiată în anul 1768 cu români din Sânpetru Sârbesc.

## Istoric
În 1399 o veche așezare este consemnată într-o diplomă regală maghiară sub numele de Puerseegh.
Prima atestare documentară a satului Pesac este din 16 noiembrie 1768, fiind întemeiat cu aprobarea împăratului Iosif al II-lea, aflat la prima sa vizită în Banat. Satul este întemeiat de familii de români venite din Sânpetru Mare (Sârbesc), ca urmare a revărsărilor repetate ale râului Aranca. În 1769 satul a fost donat ca feudă de către Curtea Imperială din Viena episcopului catolic Bajzáth Iosif din Veszprém. În 1774 este consemnat cu mențiunea „Pesak, ein Walahisches Dorf“ (sat românesc). În 1779 sunt colonizate aici 62 de familii de iobagi români din părțile Sibiului.
Între secolele al XVIII-lea și al XIX-lea migrează în Pesac, dar și în satele vecine, românești, dar mai ales germane, rromi din Ungaria și Slovacia, folosiți ca argați pe domeniile agricole ale șvabilor. În 1862 este construită prima clădire a școlii confesionale de pe lângă biserica ortodoxă română.
În 1911 moșia Pesacului este parcelată și vândută prin licitație localnicilor de către Episcopia din Zagreb (e 3.632 de hectare). În 13 noiembrie 1923 Pesacul a fost vizitat de regele României, Ferdinand I, iar în 1934 - de Regele Carol al II-lea. În 1936-1937 încep lucrările de construcție a unei noi școli de stat.
În 1968, începând cu data re-organizării teritoriale a României, Pesacul face parte din comuna Periam. În 2007 comuna Pesac a fost reînființată prin desprinderea de comuna Periam.

## Alte date despre Pesac
Comuna avea casă națională, cor mixt (din anul 1870), institut de credit, fabrică de sifon, gară, oficiu poștal. Funcționa și o fabrică de spirt cu 100 de lucrători (proprietate a firmei „Friedmann și confrații“, înființată în 1876 la Timișoara).
Principala ocupație a locuitorilor rămâne agricultura (mai ales legumicultura, din cauza solului nisipos).

## Personalități locale
- Gheorghe Andrașiu (n. 5 mai 1896-?), profesor la Liceul C.D.Loga, deputat (1926-1927), primar al Timișoarei (1938);

- Antonie Bogdan (11 ianuarie 1881-11.06.1972), prefect, deputat;

- Dănuț Lața (n. 1952), fost fotbalist al „Politehnicii“ Timișoara, președinte al Asociației Județene de Fotbal Timiș (1991 - în prezent);
- Petre Magdin (n. 1943), compozitor, interpret, muzician, producător muzical;